# Electronic Notes in Theoretical Computer Science
Electronic Notes in Theoretical Computer Science ist eine Sammlung von Magazinen, die zwischen 1995 und 2020 von dem Verlag Elsevier in elektronischer Form veröffentlicht wurden. Die Publikationen enthalten zahlreicher Veröffentlichungen von Konferenz- und Workshop-Protokollen.

## Beschreibung
Electronic Notes in Theoretical Computer Science ist ein Magazin, dass aufgrund der schnellen elektronischen Veröffentlichung von Konferenzberichten, Vortragsnotizen oder Monographien geschätzt wird. Konferenzveranstalter deren Protokolle veröffentlicht werden und Autoren, deren Beiträge veröffentlicht werden, sind vom Verlag autorisiert Ausdrucke des betreffenden Beitrages zur beschränkten Verteilung anzufertigen. Auf diese Weise können Konferenzberichte an die Konferenzteilnehmer verteilt werden und Vortragsnotizen können auf der Grundlage des in der Veröffentlichung enthaltenen Materials an Personen verteilt werden, die einem solchen Vortrag zuhören. Die Bände sind alle frei verfügbar.
Es wurden etwa 10 Bände pro Jahr veröffentlicht. Zum Beispiel enthält Band 346 die Unterlagen von Lagos 2019, dem 10. Latin and American Algorithms, Graphs and Optimization Symposium (LAGOS 2019). Dieser Band umfasst rund 750 Seiten mit 64 Beiträgen.
Maurice Nivat wird als Ehrenchefredakteur erwähnt.

## Zusammenfassung und Indexierung
Die Bände werden indexiert und die Abstracts in den üblichen Elsevier-Datenbanken veröffentlicht, darunter: Digital Bibliography & Library Project, Scopus und Zentralblatt MATH.
Der Impact Factor betrug im Jahr 2019 den Wert 0,354 auf dem SCImago Journal Rank. Auf dem Ranking dieser Seite liegt die Zeitschrift im zweiten Quartil der Informatikzeitschriften und im dritten Quartil der Zeitschriften, die sich mit der theoretischen Informatik befassen.